# Islands nationalteater

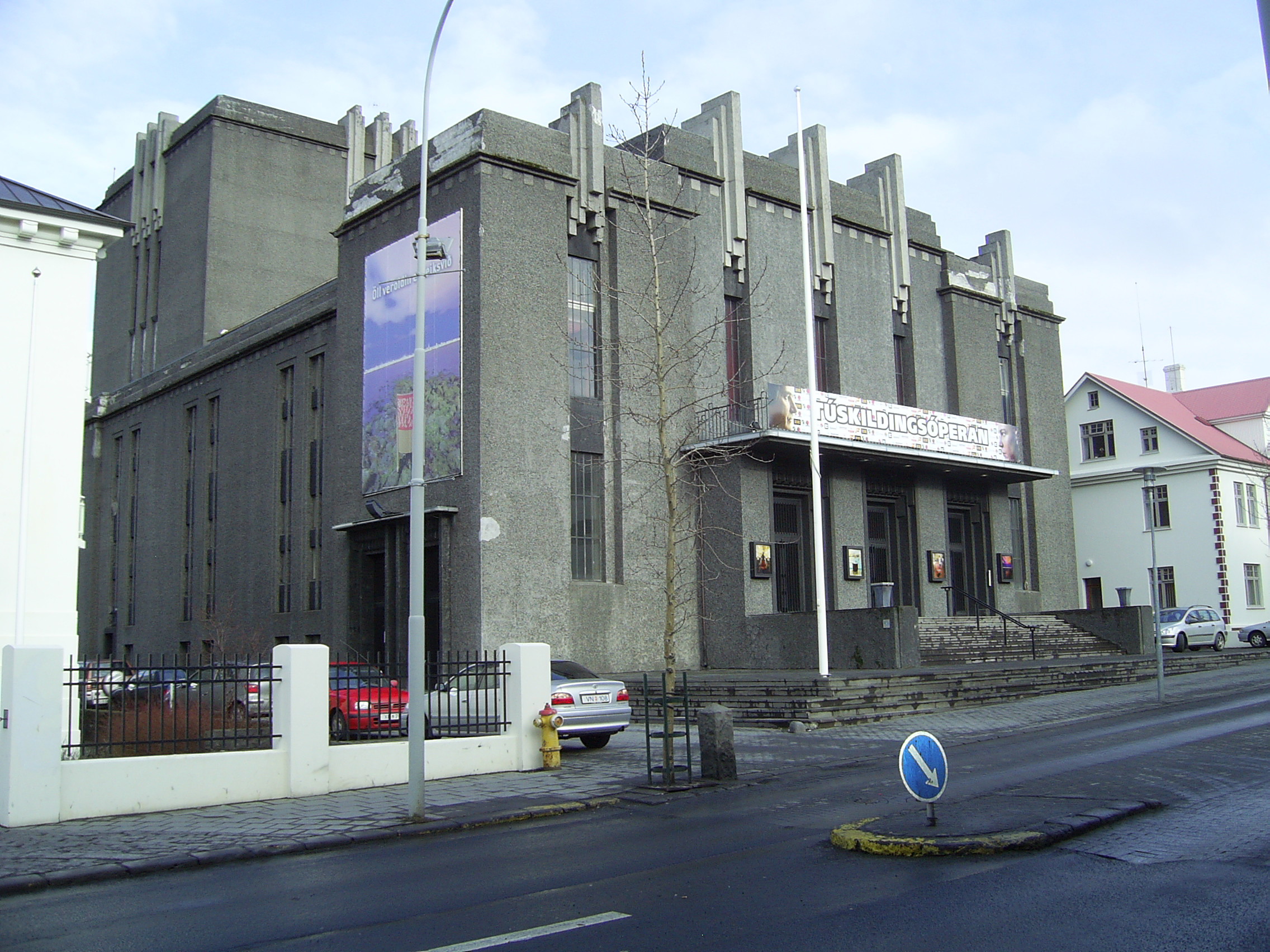
Islands nationalteater

Islands nationalteater, med säte i Reykjavík invigdes 1950. Cirka fyra miljoner åskådare har besökt dess föreställningar sedan starten. Teatern drivs på en fjärdedel med egna medel och tre fjärdedelar med bidrag från statsbudgeten.

## Historik

### Bakgrund
År 1873, under en period när nationalism islänningarnas nationalkänsla ökade, lade Indriði Einarsson först fram idén om uppförandet av Nationalteatern i ett telegram till målaren Sigurður Guðmundsson. Einarsson presenterade formellt sina idéer i tidningen Skírni år 1905. 1922 presenterades idén om att en nöjesskatt skulle finansiera byggnationen av en nationalteater. De idéerna lagfästes ett år senare. 1925 lämnade byggnadsnämnden in de första ritningarna. Arkitekt var Guðjón Samúelsson.

### Byggnation

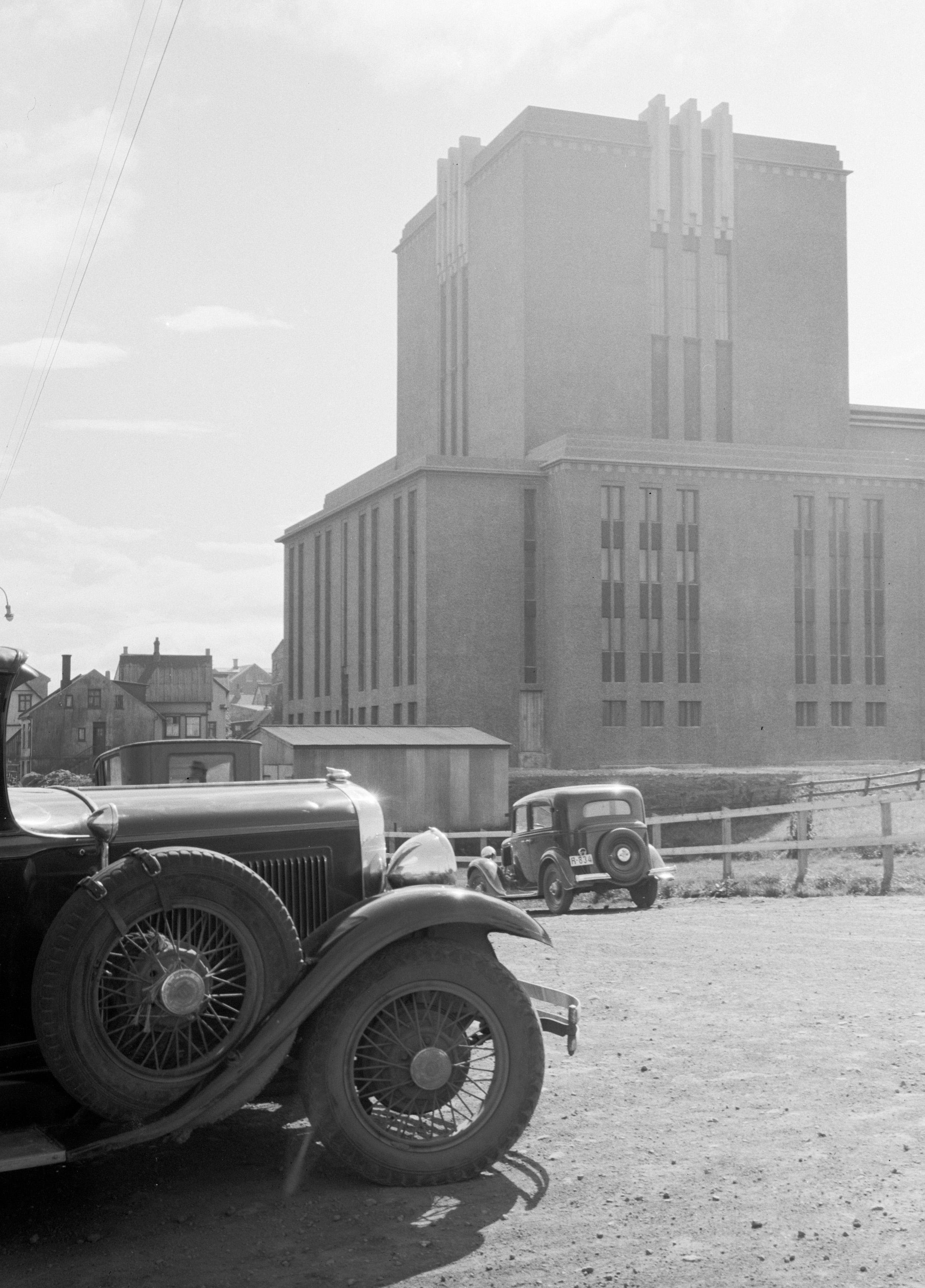
Islands nationalteater under byggnation 1934

År 1929 lades grunden till byggnaden, och under de följande två åren restes huskroppen. 1932 slutade regeringen att ta ut nöjesskatt till teatern och byggnationen avbröts till 1941. Därefter pågick bygget kort tid, eftersom teatern samma år ockuperades av den brittiska armén som använde byggnaden som militärt lager. Den isländska regeringen anslöt sig till detta, och flera departement hade arkiv där det idag finns elcentral för den stora scenen. Efter att britterna lämnat byggnaden lades hårt arbete ner för att göra om den till en teater. Nationalteatern invigdes formellt den 20 april 1950.

### Ombyggnationer
I början fanns bara en scen, den stora scenen, som är en roterande scen. Den används idag i nästan oförändrad form. Den roterande scenens sockel är gjuten av järn från den gamla bron över Ölfusá som rasade 1944. I den stora salongen finns två balkonger och en sidologe. 1968 skedde en tillbyggnad åt öster, och den byggnaden användes som snickeriverkstad. På sextiotalet invigdes en mindre scen, först i en byggnad vid Lindargata 9. Den flyttades därefter till den tidigare restaurangen Leikhúskjallarann (Teaterkällaren), och slutligen till källaren i teaterns hus vid Lindargata 7 (Jón Þorsteinssons idrottshus). 1990 togs en av balkongerna bort och salongen utökades. Detta projekt avslutades 1991. Ungefär samtidigt förvandlades snickeriverkstaden till teater. Från 2006 till 2007 utfördes reparationer på taket och utsidan av byggnaden. 2006 invigdes en ny scen, Kassinn, på övervåningen i byggnaden Lindargata 7. Kort därefter slutade man använda snickeriverkstaden som teater. Idag finns tre scener på Nationalteatern, den stora scenen som rymmer 445 till 499 personer, Kassin med cirka 140 platser och Kúlan som har plats för cirka 100 personer.

## Produktioner
Nationalteatern sätter upp ett 30-tal produktioner varje säsong (inklusive nyinstuderingar, premiärer och gästspel), bestående av en varierad repertoar av nya isländska verk, nya utländska verk, isländska och utländska klassiker, musikaler, dansstycken och barnföreställningar. Teatern producerar ett tiotal nya uppsättningar varje år och samarbetar med fristående teater- och dansgrupper.
Teatern har en viktig roll i utvecklingen av nya isländska pjäser, och syftar till att utveckla unga människors engagemang för teater genom uppsättningar speciellt avsedda för barn och unga.

### Turnéer
Nationalteatern turnerar också på Island med sina produktioner. På senare år har man också turnerat i utlandet, bland annat med:
- Køkken efter mål (Kitchen by Measure) på Det Kongelige Teater i Köpenhamn (2006)
- Gerpla vid "Festspillene i Bergen" (2010)
- Shimmer the Silver Fish på internationella barnteaterfestivaler i Sverige och Ryssland (2010-2011)
- Havmuseet ved Centrum Dramatique National d'Orléans och Théâtre de Paris i Frankrike (2009-2010)
- Peer Gynt på Ibsen-festivalen i Oslo (2006), Barbican Arts Centre i London (2007)
- Bozar i Bryssel (2008)
- Det Grønne Hus på Färöarna (2006)